# Bloemgrachtkerk
De Bloemgrachtkerk is een kerkgebouw uit 1880 in Amsterdam, gemaakt in opdracht van de christelijk gereformeerde gemeente, later gereformeerde kerk van Amsterdam. De kerk staat aan de Bloemgracht in de buurt Jordaan, aan de westkant van de binnenstad van Amsterdam en is als veel gereformeerde kerken uit die tijd genoemd naar de straat.
In verband met de uitbreiding van de stad ten westen van het centrum en het verminderen van de bevolking in de Jordaan werd aan De Wittenkade in de Staatsliedenbuurt de Nassaukerk gebouwd als gereformeerde kerk en de Bloemgrachtkerk verlaten.
In 1927 vestigde de Hersteld Apostolische Zendingkerk zich hier, tegenwoordig de Hersteld Apostolische Zendingkerk - Stam Juda
In mei 2019 werd op last van de gemeente de toren verwijderd wegens acuut instortingsgevaar.